# Love Mode
Love Mode (ラブ モード?, Rabu Mōdo) è un manga yaoi di Yuki Shimizu, pubblicato a partire dal 1995. L'opera è composta da numerose storie brevi a sé stanti, che narrano di varie coppie omosessuali, ognuna delle quali collegata ad un locale chiamato Blue Boy. La maggior parte delle coppie è costituita da host o ex-host e da clienti o ex-clienti, mischiati tra loro.  

## Trama e personaggi
Il Blue Boy è un club per omosessuali dove chiunque abbia una buona dotazione di contanti può "prendere a noleggio" un uomo: generalmente lo si affitta come accompagnatore-gigolò per abbellire un incontro di lavoro o una cena in società, oppure per spassarsela tutta la notte a letto. 
Izumi Sakashita
16 anni. Tramite un appuntamento al buio conosce Katsura, un bell'uomo più grande di lui: inizialmente ritroso e titubante, si trova infine ad uscire abitudinariamente con lui e divertendosi molto.
Katsura Takamiya
28 anni. Ha incontrato Izumi Sakashita per errore: in realtà aveva appuntamento con un altro Izumi (Yanase), ma finisce comunque per innamorarsi del ragazzo. Di indole gentile, è molto dolce e premuroso, si preoccupa sempre dei sentimenti di Sakashita ed è tutto preso dall'entusiasmo nel tentativo di conquistarne il cuore.
Anche se vorrebbe spingere Sakashita ad oltrepassare tutti i limiti sessuali possibili, si trattiene per rispetto nei suoi confronti. Mentre frequentava il college in Inghilterra è stato compagno di scuola di Aoe.
Reiji Aoe
28 anni. Proprietario di numerosi stabilimenti ed imprese, tra cui il Blue Boy, ed amico di lunga data di Katsura. Ossessionato dal lavoro, dà spesso l'impressione di uomo freddo e distaccato, ma le sue parole e soprattutto azioni sono sempre volte al meglio.
Naoya Shirakawa
Rimasto orfano in giovane età, quando entrambi i genitori sono rimasti coinvolti in uno spaventoso incidente stradale perdendo la vita, esperienza traumatica che lo perseguita da anni.
Accolto da Aoe, colpito dalla sua limpida bontà, finisce per innamorarsene; adotterà un gattino a cui darà il nome di Gyoku, e lui stesso comincerà ad essere soprannominato "il gattino" dall'amante più grande.
Izumi Yanase
Tenero e pacato, con un passato molto travagliato: fu brutalmente violentato all'età di 13 anni perché i suoi genitori non potevano ripagare il debito con uno yakuza. Incontra Iketani e se innamora immediatamente, anche se ha delle remore ad esprimere chiaramente i propri sentimenti poiché teme che la famiglia Arashi non accetti il fatto che il proprio figlio possa essere fidanzato con lui (questo anche e soprattutto a causa del suo tragico passato).
A causa di problemi di salute e di questo suo amore impossibile finisce per ritirarsi dal Blue Boy.
Iketani Arashi
Spensierato, rilassato e giocoso studente liceale; pensa subito che Yanase sia davvero molto carino, nonostante il fatto che sia un ragazzo. Anche dopo aver appreso nei particolari del suo tormentato passato, cerca di far sapere all'amico di non preoccuparsi e che lui lo ama per ciò che è adesso, e si offrirà d'aiutarlo ad alleviar la sua sofferenza.
Kiichi Aoe
31 anni. Fratello maggiore di Reiji, si autodefinisce "The Queen" ed è buon amico sia di Naoya che di Ianase, che protegge e segue teneramente. Pensa a Naoya come ad un suo altro fratello ed è stato anzi il primo a dargli il soprannome di "gattino".
Sempre molto preoccupato per Reiji, finisce per trascurare il suo lavoro di medico, ma non per questo perde il suo buon umore e la sua innata gaiezza.
Haruomi Kashima
28 anni.
Shuei Kashima
27 anni.
Rin Takimura
Ian Sanders
Kyosuke Katsuki